# Chadenet
Chadenet és un municipi francès, situat al departament del Losera i a la regió d'Occitània. Forma part de l'Àrea urbana de Mende.